# アンシュッツ・エンターテイメント・グループ
アンシュッツ・エンターテイメント・グループ（Anschutz Entertainment Group、AEG）は、アメリカの世界的なスポーツ・音楽エンターテイメント企業であり、多くのスタジアム、スポーツチーム、スポーツイベントを保有する世界最大のオーナーである。ライブ・エンタテイメントとしての部門では、「AEGプレゼンツ」（AEG Presents）のブランドの展開を2002年から始め、これはライブ・ネーション・エンタテイメント（Live Nation Entertainment）に次ぐ世界第2位のライブ・エンターテイメントイベントのプロモーター（興行主）である。
ロサンゼルスのL.A.ライブに本社を置く。コロラド州デンバーに本拠を置くアンシュッツ・コーポレーションの子会社。

## 概要
油田開発で財を築き世界長者番付に顔を連ねる常連であるフィリップ・アンシュッツがスポーツ・音楽エンターテイメント業界に進出して展開する企業グループで、様々な会場、スポーツチーム、エンターテイメント関連の株式・施設を所有している。主に、ロサンゼルスを本拠を置くロサンゼルス・レイカーズ（LA Lakers）、ロサンゼルス・キングス（LA Kings）、ロサンゼルス・ギャラクシー（LA Galaxy）、ヒューストン・ダイナモ（Houston Dynamo）などのスポーツチームの株式を所有しているほか、会場としては、ロサンゼルスにある、L.A.ライブも含むクリプト・ドットコム・アリーナ（Crypto.com Arena、旧：ステイプルズ・センター/Staples Center）、ディグニティ・ヘルス・スポーツ・パーク（Dignity Health Sports Park）、トヨタ・スポーツセンター（Toyota Sports Performance Center）、ラスベガスのT-モバイル・アリーナ（T-Mobile Arena）、ニューヨークのプレイステーション・シアター（PlayStation Theater）、12年五輪会場となったロンドンのThe O2（O2アリーナも含む、旧ミレニアム・ドーム）、ドイツではメルセデス・ベンツ・アリーナ（Mercedes Benz Arena）、バークレイカード・アリーナ（Arena Birmingham）、パリのベルシー・アレナ（Bercy Arena）、中国のメルセデスベンツ・アリーナ（Mercedes Benz Arena）などを所有するグローバル企業である。かつてはチャンピオンズ・オン・アイスも所有・開催していた。
AEGの運営事業部としては、カンザスシティのティーモバイルセンター（T-Mobile Center）、ミネアポリスのターゲット・センター（Target Center)、ラスベガスのコロシアム（The Colosseum at Caesars Palace）、オークランドのオークランドアリーナ（Oakland Arena）、サンディエゴのペチャンガアリーナ（Pechanga Arena）、ヒューストンのBBVAコンパス・スタジアム、グランドプレーリーのThe Theatre at Grand Prairieを運営している。

## 子会社

### AEGファシリティーズ
AEGの主要子会社であるAEGファシリティーズは2019年10月にライバルの会場運営会社SMGと合併し、ASMグローバルを設立、ASMグローバルは、5大陸にまたがる世界最大の会場管理・サービス会社となり、アリーナ、スタジアム、コンベンションセンター、展示場、舞台芸術会場など300以上の会場のポートフォリオを有している。

### Goldenvoice
他の子会社として、Concerts West、コーチェラ・フェスティバルの運営会社の、Goldenvoiceをはじめとしたフェス・プロモーターがあり、オフィスは全世界に15箇所あり、グループ会社もを含め従業員は、全世界に2万6000人いる。

### AXS
AEGは2011年、チケット販売大手のチケットマスターと競争するため、シルク・ドゥ・ソレイユ、Outbox Technology、元チケットマスターのCEOのフレッド・ローゼンと共同で、ライブコンサートや音楽フェス、スポーツなどで幅広く導入されるオンラインチケット販売プラットフォーム開発会社、AXS（アクセス）を設立した。その後、AXSの株式100%を取得し、AEGのグループ傘下に加えた。
AXSは、チケット販売ではチケットマスターに次ぐ全米第２位の企業で、AEGが保有・運営するスタジアム・アリーナ・スポーツチームに、自社開発したプラットフォームの展開をし、チケット販売も行うことで、エコシステムを構築している。AXSは、子会社である Carbonhouse 社（本社ノースカロライナ）に、CMS統合型ウェブサイトを開発をさせる事で、自社のバックエンドシステムとのシームレスなウェブアプリケーションを提供している。
AXSは、2028年のロサンゼルスオリンピックのチケット販売の契約を獲得し、「LA28」のチケットのプロモーション、販売、配布を世界的に行うことが決まった。同社のウェブサイトとLA28のウェブサイトで、オリンピックとパラリンピックのチケットが販売される。

## 日本での展開
大阪府吹田市の万博記念公園に計画されている「万博記念公園駅前周辺地区活性化事業」において、建設から運営までを担うグループ事業者として、AEGと三菱商事都市開発・関電不動産開発との3社で結成された共同企業体が選定された。万博記念公園駅の南側の土地に、大規模アリーナを中心に、商業施設やホテル、オフィスビル、共同住宅などを整備する。アリーナは、延床面積69,550㎡、最大収容人数が1万8000人と西日本最大級で、AEGが関わる事で、フィギュアスケートの世界選手権や、NBA（アメリカのプロバスケットボールリーグ）公式戦など、国際的なスポーツ大会の誘致が可能な施設になると期待されている。アリーナは2027年秋オープンを目指し、アリーナ以外の施設は2037年までに順次整備を進める予定。
愛知県名古屋市の名城公園北園で計画されている愛知県新体育館整備・運営等事業において、落札者として選定された前田建設工業（設計）とNTTドコモ（維持管理）を代表とするコンソーシアム「Aichi Smart Arenaグループ」にAEGのグループ企業であるアンシュッツ・スポーツ・ホールディングス（Anschutz Sports Holdings）が構成企業として参画する。総延べ床面積は43,000㎡、概算事業費は約300億円を想定し、最大15,000人の観客を収容できる施設となる。2026年アジア競技大会の会場とすることを念頭に、2025年夏オープンを目指す。
2021年3月には、ツアーやライブを運営するブランドのAEG Presentsがエイベックス・エンタテインメントと、パートナーシップを締結し、共同事業 AEGX をスタートすると発表した。エイベックスとAEGは、それぞれの強みを活かし、アーティストの育成とライヴ・エンタテインメントにおいて、国際的な機会を創出していくとしている。
子会社のAXSは2018年に、エイベックス・ライヴ・クリエイティブとヤフー株式会社が合同設立したオンラインチケット販売サービス会社のパスレボ株式会社に出資し、パートナー契約を締結し 日本進出も果たし、「Yahoo!チケット」のチケット販売技術の開発支援を行っている。その他、日本国内ではバスケットボールチーム、ラグビーチーム、eSports でのチケット販売実績があり、日本語化された携帯アプリもアプリストアからダウンロードが可能になっている。

## その他
- AEG Presents（以前はAEG Live）は、2009年にマイケル・ジャクソンのコンサート「This Is It」のプロモーターを務めた他、テイラー・スウィフトやローリング・ストーンズ、エルトン・ジョン、BTS、エド・シーランなどのツアーを成功させている。
- ロサンゼルス・ギャラクシー、ロサンゼルス・キングスの50％、オンタリオ・ライグン、ベルリン・メルセデス・ベンツ・アリーナとのアイスベーレン・ベルリン、ハンマービーIFの45％、ロサンゼルス・レイカーズとロサンゼルス・スパークスの持分を所有している。
- コチェラ・バレー音楽芸術祭を始め、多くの大規模イベントを、毎年開催している。
- 創業者のフィリップ・アンシュッツは、メジャーリーグサッカーの共同設立者の一人であり、主要な投資家の一人で、2006年に全米サッカー殿堂入りを果たした。2006年には、アンシュッツは全米サッカー栄誉勲章を受賞しており、これまでに4人の受賞者のうちの1人である。
- O2の開発の一環として、アンシュッツはロンドンの河川サービス会社テムズ・クリッパーズも買収し、近くにあるデビッド・ベッカム・アカデミー（ホーム・デポ・センターにも支店があった）の開発を支援した。
- 2010年9月30日、現在ロサンゼルス・レイダース、ロサンゼルス・ラムズが移転した後、チームが存在していないNFLチームの誘致に乗り出すことを公表した[2]。
- 2006年にフィギュアスケートツアー「チャンピオンズ・オン・アイス」を購入し、ユルゴルドンズIFホッケーの12％を所有している。